# Sven Kramer
Sven Kramer (ur. 23 kwietnia 1986 w Heerenveen) – holenderski łyżwiarz szybki, wielokrotny mistrz i medalista olimpijski, wielokrotny mistrz i medalista mistrzostw świata oraz trzykrotny zdobywca Pucharu Świata. Jest aktualnym rekordzistą świata i olimpijskim na dystansie 5000 m.

## Kariera
Kramer jest synem byłego łyżwiarza szybkiego Yepa Kramera. Jego siostra Brecht Kramer, młodsza o cztery lata, jest także łyżwiarką szybką.
W grudniu 2004 wygrał wielobojowe mistrzostwa Holandii i awansował po raz pierwszy na wielobojowe mistrzostwa Europy, gdzie zdobył srebrny medal. Na wielobojowych mistrzostwach świata w 2005 zdobył brązowy medal. Na koniec sezonu podpisał kontrakt z holenderskim zespołem TVM.
11 lutego 2006 zdobył srebrny medal na 5000 m na igrzyskach olimpijskich w Turynie. Kramer brał także udział w wyścigu drużynowym. Holendrzy byli w tym wyścigu faworytami i prowadzili w biegu półfinałowym z drużyną Włoch o prawie sekundę, ale Kramer upadł i pociągnął za sobą Carla Verheijena. W biegu o brązowy medal pokonali Norwegię co pozwoliło Kramerowi zdobyć drugi medal na igrzyskach.
Podczas wielobojowych mistrzostw świata w Calgary w 2006 roku Kramer ustanowił, czasem 12:51,61, rekord świata na dystansie 10 000 m. Kramer wygrał oba najdłuższe wyścigi (5000 m i 10 000 m ), ale w klasyfikacji generalnej zajął trzecie miejsce.
W sezonie 2006-2007, Sven Kramer wygrał dwa pierwsze wyścigi Pucharu Świata na dystansie 5000 m, uzyskując w drugim wyścigu wynik niewiele gorszy od rekordu świata. W grudniu 2006 został wielobojowym mistrzem Holandii poprawiając rekord życiowy na dystansie 500 m (jego najsłabszym) co dało mu duże nadzieje na wielobojowe mistrzostwa Europy.
14 stycznia 2007, Kramer zdobył złoty medal na wielobojowych mistrzostwach Europy w Collalbo. Odbyła się tam zacięta walka ze zwycięzcą z roku 2006 Enrico Fabrisem. Fabris wygrał dwa wyścigi na krótkich dystansach a Kramer dwa na długich, ale jego końcowy wynik był trochę niższy niż Fabrisa (148.800 do 149.389).
11 lutego 2007 Kramer został po raz pierwszy wielobojowym mistrzem świata. Ustanowił rekord świata na dystansie 10 000 m czasem 12:49,88
3 marca 2007 Kramer ustanowił rekord świata na dystansie 5000 m czasem 6:07,48 w Calgary.
8 marca 2007 Sven zdobył mistrzostwa świata na dystansie 5000 m podczas mistrzostw świata na dystansach.
10 marca 2007 na torze w Salt Lake City poprawił własny rekord świata na 10 000 m.
Za te osiągnięcia w 2007 został uhonorowany Nagrodą Oscara Mathisena.
13 lutego 2010 zdobył złoty medal igrzysk olimpijskich w Vancouver na dystansie 5000 m, ustanawiając rekord olimpijski (czas 6:14,60). Dziesięć dni później, wystartował jako faworyt w biegu na 10 000 m. Osiągnął w nim najlepszy czas, wkrótce jednak okazało się, że został zdyskwalifikowany za niewłaściwą zmianę toru podczas biegu. Kramer wraz z drużyną zdobył jeszcze brązowy medal. Holendrzy startowali w finale B, gdzie ustanowili nowy rekord olimpijski (3:39.95), poprawiając poprzedni o 2.27.
W 2010 został po raz czwarty w rzędu wielobojowym mistrzem świata. 3 marca 2010 został odznaczony Orderem Lwa Niderlandzkiego.
W 2012 ponownie zdobył złoto, na mistrzostwach świata w wieloboju w Moskwie. Wynik ten powtórzył również na MŚ w Hamar (2013), MŚ w Heerenveen (2014), MŚ w Calgary (2015) i MŚ w Berlinie (2016).
8 lutego 2014 podczas igrzysk olimpijskich w Soczi pobił swój własny rekord olimpijski z czasem 6:10,76 s. Dało mu to złoty medal. Na tej samej imprezie zwyciężył też w biegu drużynowym, a na dystansie 10 000 m był drugi.
Ponadto wielokrotnie zdobywał medale dystansowych mistrzostw świata, w tym złote na 5000 m podczas MŚ w Salt Lake City (2007), MŚ w Nagano (2008), MŚ w Vancouver (2009), MŚ w Heerenveen (2012), MŚ w Soczi (2013), MŚ w Heerenveen (2015), MŚ w Kołomnie (2016) i MŚ w Gangneung (2017); na dystansie 10 000 m w latach 2007, 2008, 2009, 2016 i 2017 oraz w drużynie w latach 2007, 2008, 2009, 2012, 2013 i 2015.

## Rekordy życiowe
- 500 metrów - 36,41 - Heerenveen (2007)
- 1000 metrów - 1:11,16 - Collalbo (2006)
- 1500 metrów - 1:44,86 - Collalbo (2007)
- 3000 metrów - 3:42,78 - Heerenveen (2006)
- 5000 metrów - 6:03,32 - Calgary (2007)
- 10 000 metrów - 12:38,89 - Gangneung (2017)

Sven nosi przezwisko Mister Turbo.
W Pucharze Świata Kramer ma siedem zwycięstw indywidualnych i trzy zwycięstwa drużynowe, wygrał także klasyfikację generalną Pucharu Świata na długim dystansie w sezonie 2006-07.

## Rekordy świata
| Dystans  | Resultat | Data                 | Miejsce        |
| -------- | -------- | -------------------- | -------------- |
| 5,000 m  | 6:08,78  | 19 października 2005 | Salt Lake City |
| 10,000 m | 12:51,61 | 19 marca 2006        | Calgary        |
| 10,000 m | 12:49,88 | 11 lutego 2007       | Heerenveen     |
| 5,000 m  | 6:07,48  | 3 marca 2007         | Calgary        |
| 10,000 m | 12:41,69 | 10 marca 2007        | Salt Lake City |